# 442 do Beograda
442 do Beograda je pesma benda Bajaga i Instruktori, sa njihovog trećeg albuma „Jahači magle“ iz 1986. godine. Pesma traje 4 minuta i 37 sekundi.

## Zanimljivosti
U javnosti su, imajući u vidu tekst pesme, kružila različita tumačenja i mitovi značenja naziva pesme i stiha „442 do Beograda“. Dok su jedni mislili da je reč o razdaljini između Beograda i Skoplja — koji su približno udaljeni 442 kilometra, drugi da je reč o razdaljini između srpske prestonice i Zagreba (premda je razdaljina manja nego do Skoplja), dok su treći mislili da je 442 broj lokomotive JŽ 1 442 001 koja je na pruzi Beograd—Zagreb napravila rekord od nekih 180 km/h u smeru Beograda.

Na pitanje redakcije Telegrafa.rs, Bajaga je izneo značenje pesme kad je komponovao:
| „ | Broj 442 ne odnosi se ni na kakvu konkretnu razdaljinu i tu ne postoji nikakva simbolika. Istina je da je približna kilometraža do Skoplja ili do Sarajeva, ali to mi nije bilo u glavi kada sam se odlučio za taj broj. Uzeo sam ga jer sam želeo da navedem neku veću destinaciju, a ne 20 kilometara, a ovaj broj se savršeno rimovao. | ” |

## Tekst
| „ | Ja imam krvotok ko od benzina pred mojim očima ravan put ovo je žestoka mašina nebo mastilo, mesec žut Nisam blesav da brojim zvezde brojim znake i linije psi laju na karavane a karavani prolaze Ref. Kao tanak snar šušti prašina 442 do Beograda gume škripe bluz kilometara 442 do Beograda Mozak radi na kiseonik ljubav okreće točkove motor svetli ko svetionik brzina skida okove | ” |

## Literatura
- Janjatović, Petar (2003). Ex YU rock enciklopedija. Beograd: Čigoja štampa.  137175308.

## Spoljašnje veze
- Pesma „442 do Beograda“ na